# Cambernon
Cambernon ist eine französische Gemeinde mit 693 Einwohnern (Stand: 1. Januar 2022) im Département Manche in der Region Normandie. Sie gehört zum Kanton Coutances im Arrondissement Coutances. Die Einwohner werden Cambernonais genannt.

## Geographie
Cambernon befindet sich etwa drei Kilometer nordöstlich des Stadtzentrums von Coutances und etwa 15 Kilometer östlich der Ärmelkanalküste. Umgeben wird Cambernon von den Nachbargemeinden Saint-Sauveur-Villages mit Saint-Sauveur-Lendelin im Norden und Nordwesten, Montcuit im Norden und Nordosten, Camprond im Osten, Belval im Südosten, Courcy im Süden, Coutances im Südwesten sowie Monthuchon im Westen.

## Bevölkerungsentwicklung
| Jahr                       | 1962 | 1968 | 1975 | 1982 | 1990 | 1999 | 2006 | 2018 |
| -------------------------- | ---- | ---- | ---- | ---- | ---- | ---- | ---- | ---- |
| Einwohner                  | 800  | 720  | 701  | 640  | 691  | 696  | 698  | 699  |
| Quellen: Cassini und INSEE |      |      |      |      |      |      |      |      |

## Sehenswürdigkeiten
- Kirche Notre-Dame-de-l'Assomption aus dem 13./14. Jahrhundert, Monument historique
- Herrenhaus Les Réaux aus dem 16. Jahrhundert
- Herrenhaus Le Val aus dem 16. Jahrhundert

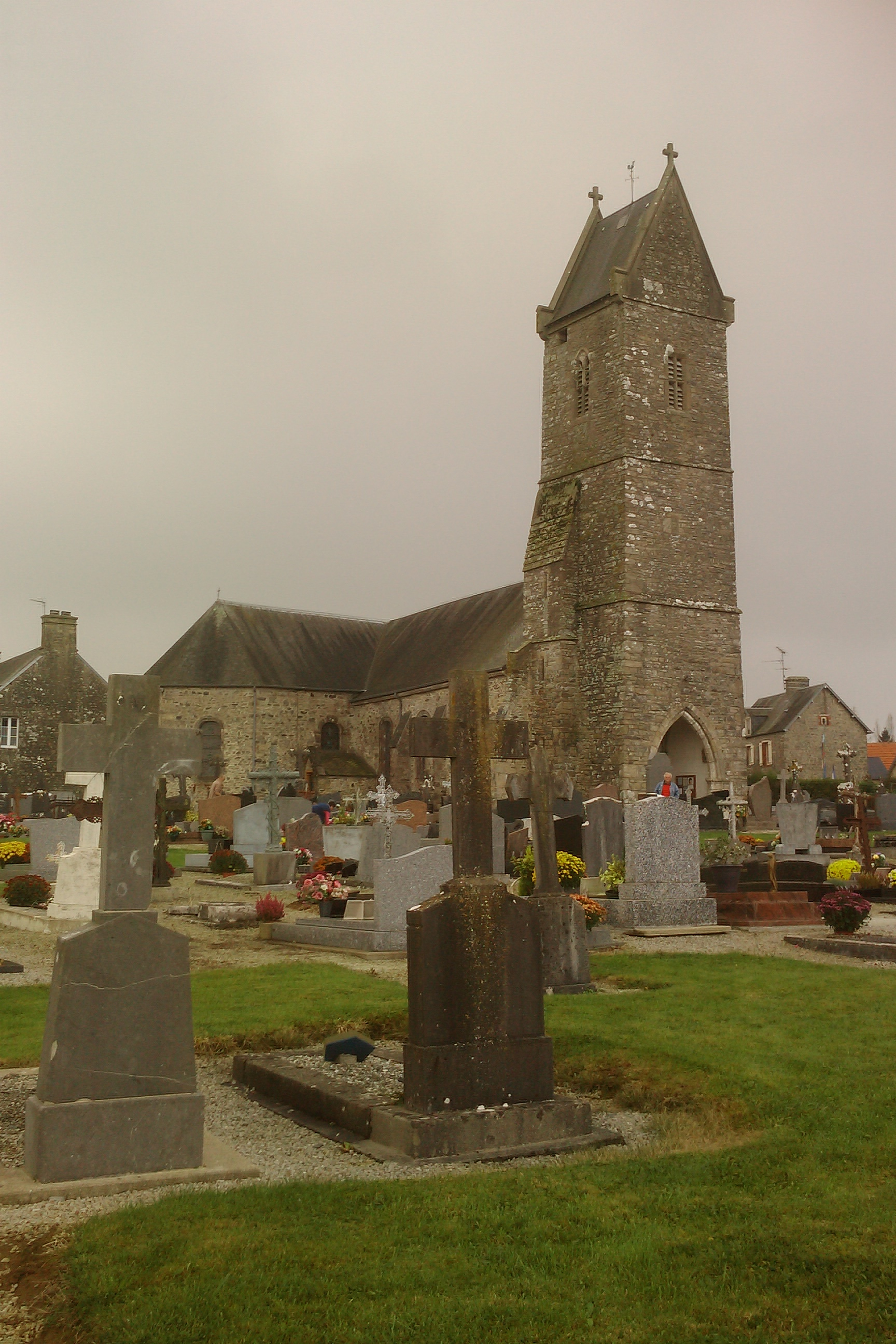
Kirche Notre-Dame-de-l'Assomption